# Kanurennsport-Weltmeisterschaften 1985
Die 19. Kanurennsport-Weltmeisterschaften fanden vom 15. bis zum 18. August 1985 im belgischen Willebroek statt. Wettkampfstätte war die Regattastrecke Hazewinkel.
An vier Wettkampftagen wurden Medaillen in 18 Disziplinen des Kanurennsports vergeben: Einer-Kajak (K1), Zweier-Kajak (K2) und Vierer-Kajak (K4) sowie im Einer-Canadier (C1) und Zweier-Canadier (C2) bei den Männern, jeweils über 500, 1000 und 10.000 Meter. Bei den Frauen ging es im K1, K2 und K4 über 500 Meter.
Mit ihren sieben Titeln wurde das Team der DDR die erfolgreichste Nation dieser Weltmeisterschaften. Mit Birgit Schmidt die drei Titel gewann, stellte man auch die erfolgreichste Athletin.

## Medaillengewinner

### Männer

#### Canadier
| Disziplin    | Gold                                    | Zeit (min)   | Silber                                          | Zeit (min)   | Bronze                                  | Zeit (min)   |
| ------------ | --------------------------------------- | ------------ | ----------------------------------------------- | ------------ | --------------------------------------- | ------------ |
| 500 m C-1    | DDR Olaf Heukrodt                       | 1:52,77 min  | Sowjetunion Anatoli Wolkow                      | 1:52,81 min  | Rumänien Aurel Macarencu                | 1:54,20 min  |
| 500 m C-2    | Ungarn János Sarusi Kis István Vaskuti  | 1:41,36 min  | Polen Marek Łbik Marek Dopierała                | 1:43,28 min  | DDR Ulrich Papke Uwe Madeja             | 1:43,29 min  |
| 1000 m C-1   | Sowjetunion Ivans Klementjevs           | 4:01,84 min  | BR Deutschland Ulrich Eicke                     | 4:02,32 min  | Rumänien Aurel Macarencu                | 4:02,53 min  |
| 1000 m C-2   | DDR Olaf Heukrodt Alexander Schuck      | 3:37,58 min  | Jugoslawien Matija Ljubek Mirko Nišović         | 3:37,87 min  | Polen Marek Łbik Marek Dopierała        | 3:39,64 min  |
| 10.000 m C-1 | Tschechoslowakei Jiří Vrdlovec          | 47:52,36 min | Sowjetunion Takhir Kamaletdinov                 | 48:38,47 min | Ungarn Attila Lipták                    | 49:56,19 min |
| 10.000 m C-2 | Jugoslawien Matija Ljubek Mirko Nišović | 45:43,08 min | Vereinigtes Königreich Andrew Train Steve Train | 45:58,56 min | Bulgarien Matej Kalpakow Todor Kalpakow | 46:13,71 min |

#### Kajak
| Disziplin    | Gold                                                                        | Zeit (min)   | Silber                                                                         | Zeit (min)   | Bronze                                                                | Zeit (min)   |
| ------------ | --------------------------------------------------------------------------- | ------------ | ------------------------------------------------------------------------------ | ------------ | --------------------------------------------------------------------- | ------------ |
| 500 m K-1    | DDR Andreas Stähle                                                          | 1:44,17 min  | BR Deutschland Oliver Seack                                                    | 1:45,17 min  | Frankreich Bernard Brégeon                                            | 1:45,47 min  |
| 500 m K-2    | Neuseeland Ian Ferguson Paul MacDonald                                      | 1:33,23 min  | DDR Guido Behling Hans-Jörg Bliesener                                          | 1:33,50 min  | Sowjetunion Wiktor Pusew Sergei Superata                              | 1:33,93 min  |
| 500 m K-4    | DDR André Wohllebe Frank Fischer Peter Hempel Heiko Zinke                   | 1:24,29 min  | Sowjetunion Alexander Below Ihor Hajdamaka Wiktor Denissow Alexander Wodowatow | 1:25,69 min  | Schweden Karl Sundqvist Per-Inge Bengtsson Lars-Erik Moberg Per Lundh | 1:26,10 min  |
| 1000 m K-1   | Ungarn Ferenc Csipes                                                        | 3:40,23 min  | DDR Heiko Zinke                                                                | 3:40,40 min  | Schweden Karl Sundqvist                                               | 3:43,46 min  |
| 1000 m K-2   | Frankreich Pascal Boucherit Philippe Boccara                                | 3:22,75 min  | Sowjetunion Wiktor Pusew Sergei Superata                                       | 3:23,43 min  | Kanada Don Brien Colin Shaw                                           | 3:24,38 min  |
| 1000 m K-4   | Schweden Per-Inge Bengtsson Lars-Erik Moberg Karl Sundqvist Bengt Andersson | 2:59,24 min  | Sowjetunion Alexander Myzgin Ihor Hajdamaka Artūras Vieta Alexander Wodowatow  | 3:00,11 min  | DDR André Wohllebe Frank Fischer Peter Hempel Heiko Zinke             | 3:00,24 min  |
| 10.000 m K-1 | Vereinigte Staaten Gregory Barton                                           | 44:42,49 min | Ungarn László Nieberl                                                          | 44:43,67 min | Neuseeland Grant Bramwell                                             | 44:43,94 min |
| 10.000 m K-2 | Schweden Mikael Berger Conny Edholm                                         | 40:40,71 min | Ungarn István Szabó István Tóth                                                | 40:45,50 min | Italien Francesco Uberti Daniele Scarpa                               | 40:55,73 min |
| 10.000 m K-4 | Ungarn Zoltán Böjti Tibor Helyi Zoltán Kovács Kálmán Petrovics              | 36:21,01 min | Schweden Tommy Karls Bengt Andersson Peter Ekström Torbjörn Thoresson          | 36:21,35 min | Dänemark Brian Kragh Thor Nielsen Lars Koch Henrik Christiansen       | 36:26,29 min |

### Frauen

#### Kajak
| Disziplin | Gold                                                      | Zeit (min)  | Silber                                                                             | Zeit (min)  | Bronze                                                  | Zeit (min)  |
| --------- | --------------------------------------------------------- | ----------- | ---------------------------------------------------------------------------------- | ----------- | ------------------------------------------------------- | ----------- |
| 500 m K-1 | DDR Birgit Schmidt                                        | 1:55,36 min | Sowjetunion Nelli Jefremowa                                                        | 1:58,84 min | Schweden Agneta Andersson                               | 1:59,15 min |
| 500 m K-2 | DDR Birgit Schmidt Carsta Kühn                            | 1:43,72 min | Ungarn Éva Rakusz Rita Kőbán                                                       | 1:46,52 min | Niederlande Annemiek Derckx Annemarie Cox               | 1:47,95 min |
| 500 m K-4 | DDR Birgit Schmidt Carsta Kühn Heike Singer Kathrin Giese | 1:35,42 min | Sowjetunion Jelena Dudina Nelli Jefremowa Irina Salomykowa Guinera Scharafutdinowa | 1:36,46 min | Ungarn Katalin Gyulai Erika Géczi Éva Rakusz Rita Kőbán | 1:37,41 min |

## Medaillenspiegel
| Rang   | Nation                 | Gold | Silber | Bronze | Gesamt |
| ------ | ---------------------- | ---- | ------ | ------ | ------ |
| 1      | DDR                    | 7    | 2      | 2      | 11     |
| 2      | Ungarn                 | 3    | 3      | 2      | 8      |
| 3      | Schweden               | 2    | 1      | 3      | 6      |
| 4      | Sowjetunion            | 1    | 7      | 1      | 9      |
| 5      | Jugoslawien            | 1    | 1      | –      | 2      |
| 6      | Neuseeland             | 1    | –      | 1      | 2      |
| 6      | Frankreich             | 1    | –      | 1      | 2      |
| 8      | Tschechoslowakei       | 1    | –      | –      | 1      |
| 8      | Vereinigte Staaten     | 1    | –      | –      | 1      |
| 10     | BR Deutschland         | –    | 2      | –      | 2      |
| 11     | Polen                  | –    | 1      | 1      | 2      |
| 12     | Vereinigtes Königreich | –    | 1      | –      | 1      |
| 13     | Rumänien               | –    | –      | 2      | 2      |
| 14     | Bulgarien              | –    | –      | 1      | 1      |
| 14     | Kanada                 | –    | –      | 1      | 1      |
| 14     | Italien                | –    | –      | 1      | 1      |
| 14     | Dänemark               | –    | –      | 1      | 1      |
| 14     | Niederlande            | –    | –      | 1      | 1      |
| Gesamt | Gesamt                 | 18   | 18     | 18     | 54     |